# Wilhelm von Vrymersheim
Wilhelm von Vrymersheim, talvolta Hahn (fl. XIV secolo), fu Gran Maestro dell'Ordine di Livonia, in carica dal 1364 al 1385.
Prima che subentrasse ad Arnold von Vietinghof, il ruolo di guida fu assunto temporaneamente da Andreas von Steinberg.

## Biografia
La famiglia di Wilhelm potrebbe essere originaria della contea di Moers in Westfalia. Anche molti altri membri della sua famiglia appartennero all'Ordine teutonico.
Nel 1367, a tre anni dalla sua nomina a Gran maestro dell'Ordine di Livonia, Wilhelm von Friemersheim intraprese una guerra con la Repubblica di Novgorod a causa della contesa su alcune zone esterne dello Stato monastico dei cavalieri teutonici (a qualche centinaio di chilometri dall'odierno confine tra la Lettonia e la Russia). Inoltre, durante il suo mandato condusse la difficile guerra con i lituani ed i semgalli, nonostante i problemi politici interni con l'Arcidiocesi di Riga.
Sebbene sia stato Gran maestro per poco più di venti anni, non si hanno molte informazioni sulla uà vita.